# Urszula Mayerin
Urszula Mayerin (Meyerin ou encore Meierin), née vers 1570 en Bavière près de Munich et décédée le 15 avril 1635 au Palais royal de Varsovie, fut la gouvernante de la cour polonaise d'Anne d'Autriche.

## Enfance
Meyerin, dont l'historiographie lui donne à tort le nom de Gienger (Gienger von Grünbüchl (de),), naît près de Munich en Bavière de Anna, issue d'une famille noble appauvrie et, probablement, d'un Habsbourg, bien que cela soit encore un sujet de litige entre historiens. Elle vient à Graz dans les années 1580. En 1592, elle rejoint la cour polonaise d'Anne d'Autriche en tant que chambellan de la reine.

## Gouvernante
Peu après son arrivée à Varsovie, Urszula apprend le polonais. Mais elle est impopulaire en raison de son implication (vraie ou supposée) dans les affaires de l'État. Elle est surnommée avec mépris la maîtresse de Roi, la ministre en jupe, ou encore la bigote jésuite. Le secrétaire du roi de Pologne Zygmunt III Waza, Jan Szczęsny Herburt (en), l'appelle la favorite obscène. Elle a la charge de s'occuper des objets de valeur royaux et du trésor de la reine. 
Après la mort de la reine en 1598, elle ne quitta pas la Pologne comme la majorité des dames allemandes de la cour. Devenu gouvernante des enfants du roi , Władysław et Anna, elle est très stricte et ses méthodes d'éducation suscitent parfois l'inquiétude du roi. Cependant, Zygmunt III a une grande confiance en elle et lui est très attaché à elle, ce qui provoque de nombreuses rumeurs sur leur prétendue romance. 
Lorsque le roi se remarie en 1605 avec une sœur de sa première épouse, Constance d'Autriche, Urszula continue de jouer un rôle important. Elle est un intermédiaire informel dans les contacts entre le roi et la reine avec les tribunaux étrangers, ainsi qu'avec les sénateurs de la République de Pologne. Selon le témoignage de ses contemporains (Albrecht Stanisław Radziwiłł), elle est un modèle de servante fidèle et dévouée.
Très économe, pieuse, elle porte le plus souvent une robe noire espagnole. Elle correspond avec l'empereur Ferdinand II du Saint-Empire et le Pape et reçoit de ce dernier une Rose d'or pour sa "vie exceptionnellement vertueuse".
Après la mort de Zygmunt III, on lui retire les affaires politiques, mais elle continue de résider auprès de son élève devenu roi Władysław IV.
Urszula meurt en 1635 au Palais royal de Varsovie et est enterré dans l'Église Jésuite de Varsovie au cours d'une fastueuse cérémonie solennelle, presque comme une reine dit-on alors. Sa tombe est par la suite pillée puis détruite par les troupes suédoises et allemandes au cours du Déluge dans les années 1650. Dans son testament, elle lègue la plupart de ses biens à la famille royale et aux églises de Varsovie. On lui doit un autel dans l'église du Sauveur à Munich.

## Passé et héritage
Urszula Mayerin mourut sans descendance mâle. Elle eut au moins une fille qui donna naissance, par son mariage, à la maison Krakus-Mayerin. Tous ses effigies, dont certaines réalisées par de grands artistes comme Peter Claesz Soutman (en) ou Christian Melich (peintre officiel de la cour de Pologne), furent détruites lorsque le château royal de Varsovie fut saccagé et brûlé par les Suédois pendant le Déluge. La seule image qui fut sauvée par l'entourage de la famille royale disparut dans des circonstances mystérieuses. Le passé même de Urszula est entouré par un mystère impénétrable et aucune certitudes quant à ses parents n'est établie. D'aucun disent qu'il suffit de mentionner son impact sur le roi et son entourage ainsi que ses funérailles quasi royales à Varsovie pour en faire la fille d'un Habsbourg... D'autre théorie font dire que son nom réel était certainement Gienger (Gienger von Grünbüchl), dont un certain Jakob est présent à Vienne en 1552. On la voit aussi comme un agent de la Compagnie de Jésus, pion de la stratégie de l'Église catholique pour étendre son influence en Europe.

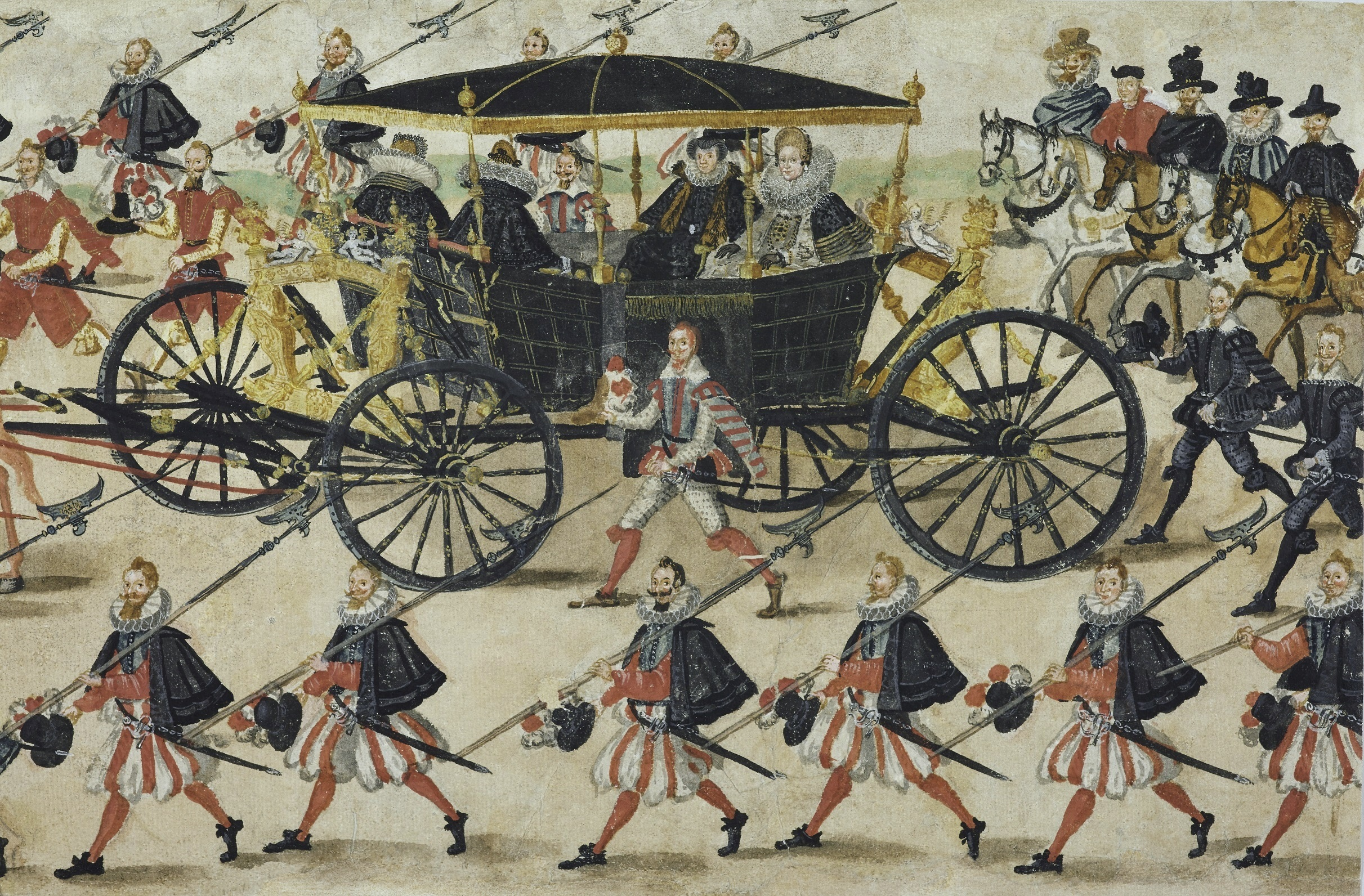
Constance d'Autriche et sa mère Marie-Anne de Bavière lors de leur entrée à Cracovie vers 1605.
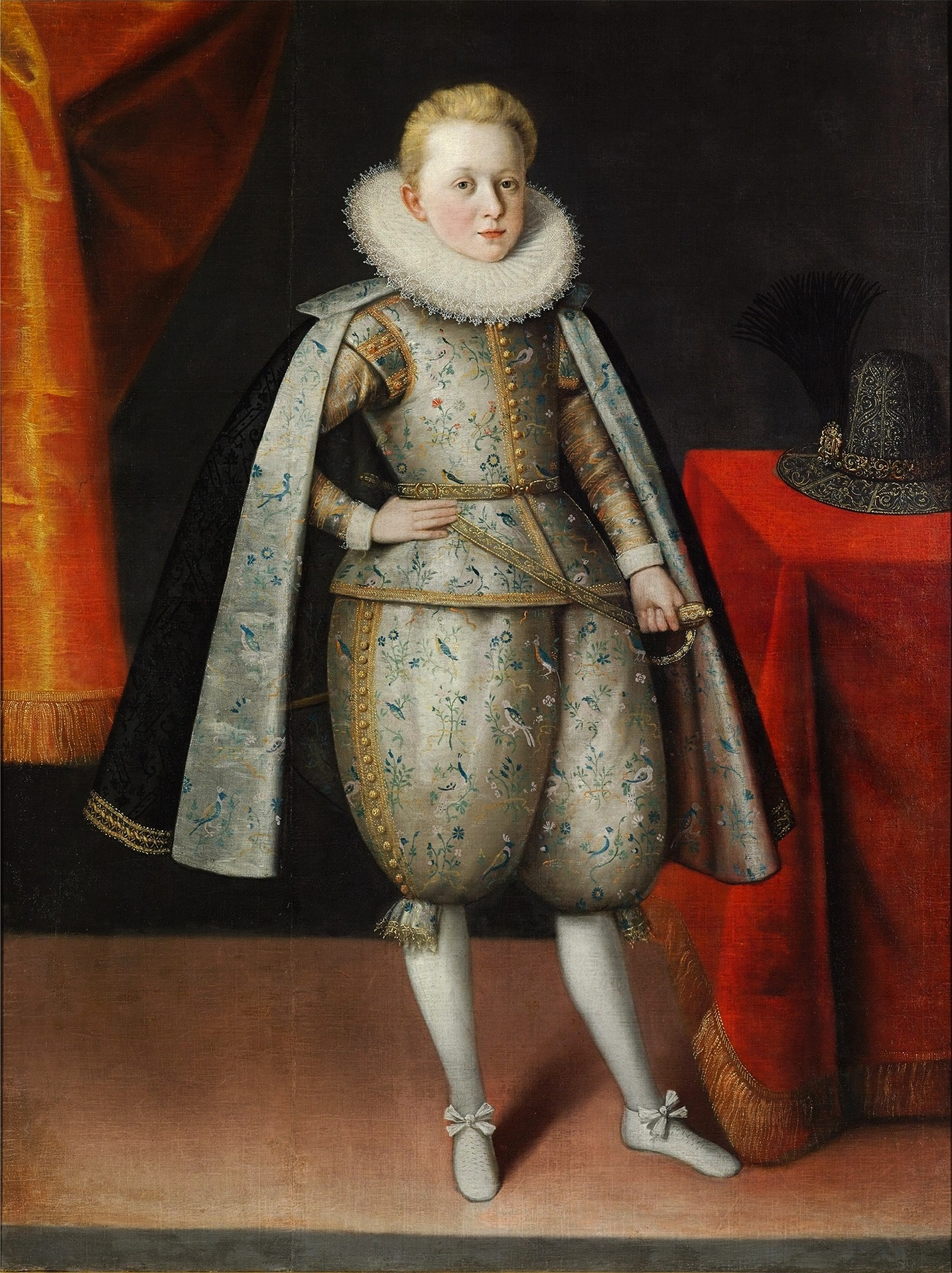
Le jeune prince Władysław vers 1605.
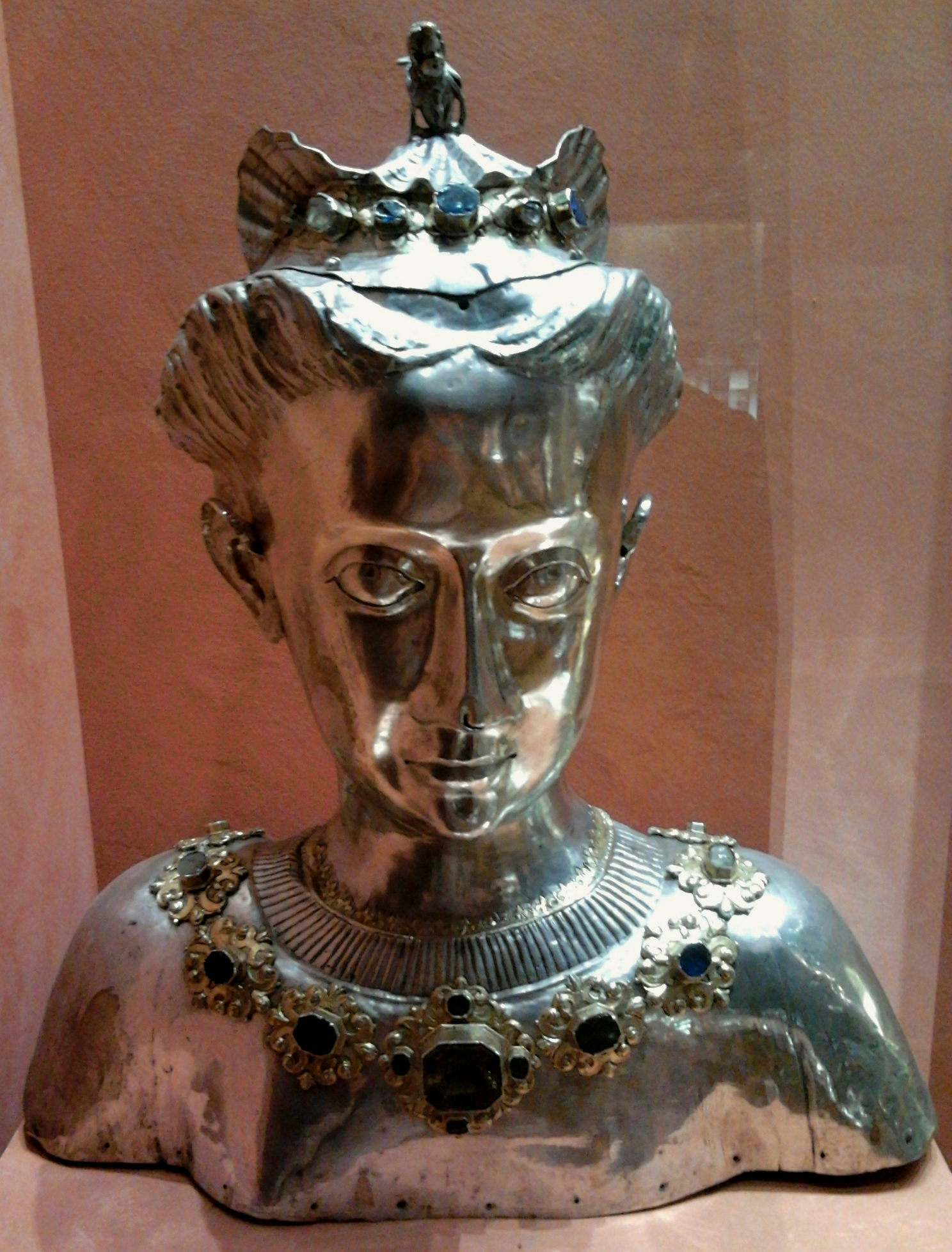
Reliquaire de Saint Ursule (vers 1600).  Il porte très probablement les traits de maîtresse de Sigismund III Vasa[6].